# Hylaeus rufoclypeatus
Hylaeus rufoclypeatus is een vliesvleugelig insect uit de familie Colletidae. De wetenschappelijke naam van de soort is voor het eerst geldig gepubliceerd in 1917 door Friese.